# Bad Hair Day (filme)
Bad Hair Day (Pelos Cabelos! em Portugal, Bad Hair Day [Disney Channel e SBT] ou Em Busca do Baile [Rede Telecine e Rede Globo] no Brasil)  é um filme original do Disney channel, que estreou no dia 13 de fevereiro de 2015 no Disney Channel Estados Unidos, no dia 20 de março de 2015 no Canadá, pelo Family Channel e no Brasil dia 19 de abril de 2015 às 20:00 sucedendo ao episódio de estreia da 4ª temporada de Austin & Ally que estreou antes do filme. Protagonizado por Laura Marano, Leigh-Allyn Baker e Christian Campbell. O primeiro trailer foi ao ar no Disney Channel durante o final da 3ª temporada de Austin & Ally em 23 de novembro de 2014.

## Sinopse
Monica Reeves (Laura Marano), uma estudante de tecnologia do ensino médio, está determinada a se tornar a rainha do baile. Ela se prepara no dia anterior do baile de modo que ela possa economizar tempo quando se arruma, e acha que nada vai dar errado. Mas no grande dia, de repente ela acorda tendo um dia de cabelo descabelado, e seu vestido de baile destruído, sapatos quebrados, e tudo o que pode dar errado, pior ainda ''é, claro, o cabelo''. Liz Morgan (Leigh-Allyn Baker) procura o colar que Monica de alguma forma acaba por possuir, depois de comprá-lo em uma loja de antiguidades, querendo recuperar-lo e obter o seu emprego de volta. No dia em que tudo da errado, o par de Monica é perseguido por Pierce Peters (Christian Campbell) em um passeio selvagem ao redor da cidade. No final do filme, Monica e Liz são atraídas para uma armadilha por Pierce Peters que é preso em seguida. Monica e Liz vão ao baile em uma procissão polícial. Acabando o filme ambas protagonistas aprendendam lições valiosas.

## Elenco
| Personagem    | Ator/Atriz          | Dubladores       |
| ------------- | ------------------- | ---------------- |
| Mônica Reeves | Laura Marano        | Luciana Baroli   |
| Liz Morgan    | Leigh-Allyn Baker   | Miriam Ficher    |
| Pierce Peters | Christian Campbell  | Bruno Mello      |
| Sierra        | Kiana Madeira       | Fernanda Bullara |
| Ed            | Christian Paul      | Glauco Marques   |
| pai de Monica | Alain Goulem        | César Marchetti  |
| Kyle Timmons  | Jake Manley         | Fábio Lucindo    |
| Ashley        | Zoé De Grand Maison | Tarsila Amorim   |

Créditos da Dublagem
- Estúdios: TV Group Digital (SP) / Visom Digital (RJ)
- Mídia: TV Paga (Disney Channel) e TV Aberta (SBT)
- Tradução: André Bighinzoli
- Direção de dublagem: Rodrigo Andreatto / Marisa Leal

## Produção
As filmagens começaram no verão de 2014 em Montreal.

## Recepção
Nos Estados Unidos o filme alcançou 4 milhões de telespectadores em sua estreia, e 435.000 visualizações no aplicativo "WATCH Disney Channel" desde que foi lançado em 6 de fevereiro de 2015.

## Transmissão Mundial
| País | Canal                         | Estreia | Título              |
| --- | ----------------------------- | --- | ------------------- |
| Estados Unidos | Disney Channel                | 13 de Fevereiro de 2015                                                                                         | Bad Hair Day        |
| Canadá | Family Channel                | 20 de Março de 2015                                                                                             | Bad Hair Day        |
| Israel | Disney Channel Israel         | 26 de Março de 2015                                                                                             | שיער ביום רע        |
| Costa Rica · Argentina · Bolívia · Chile · Colômbia · Equador · Guatemala · Honduras · Panamá · Paraguai · Peru · México · Nicarágua · República Dominicana · Uruguai · Venezuela | Disney Channel América Latina | 19 de Abril de 2015 no Disney Channel Latino e no Disney Channel BR 13 de Setembro de 2015 (no Brasil pelo SBT) | Un Día Descabellado |
| Brasil | Disney Channel Brasil SBT     | 19 de Abril de 2015 no Disney Channel Latino e no Disney Channel BR 13 de Setembro de 2015 (no Brasil pelo SBT) | Bad Hair Day        |
| Polónia | Disney Channel Polônia        | 23 de Maio de 2015                                                                                              | Pod włos            |